# Душан Мијић (фудбалер, 1993)
Душан Мијић (Нови Сад, 22. јуна 1993) српски је фудбалер.

## Трофеји и награде
Бачка Бачка Паланка
- Српска лига Војводина: 2013/14.[5]

Крупа
- Прва лига Републике Српске — 2015/16.[6]

Младост Нови Сад
- Прва лига Србије : 2021/22.[7]